# Tien ce

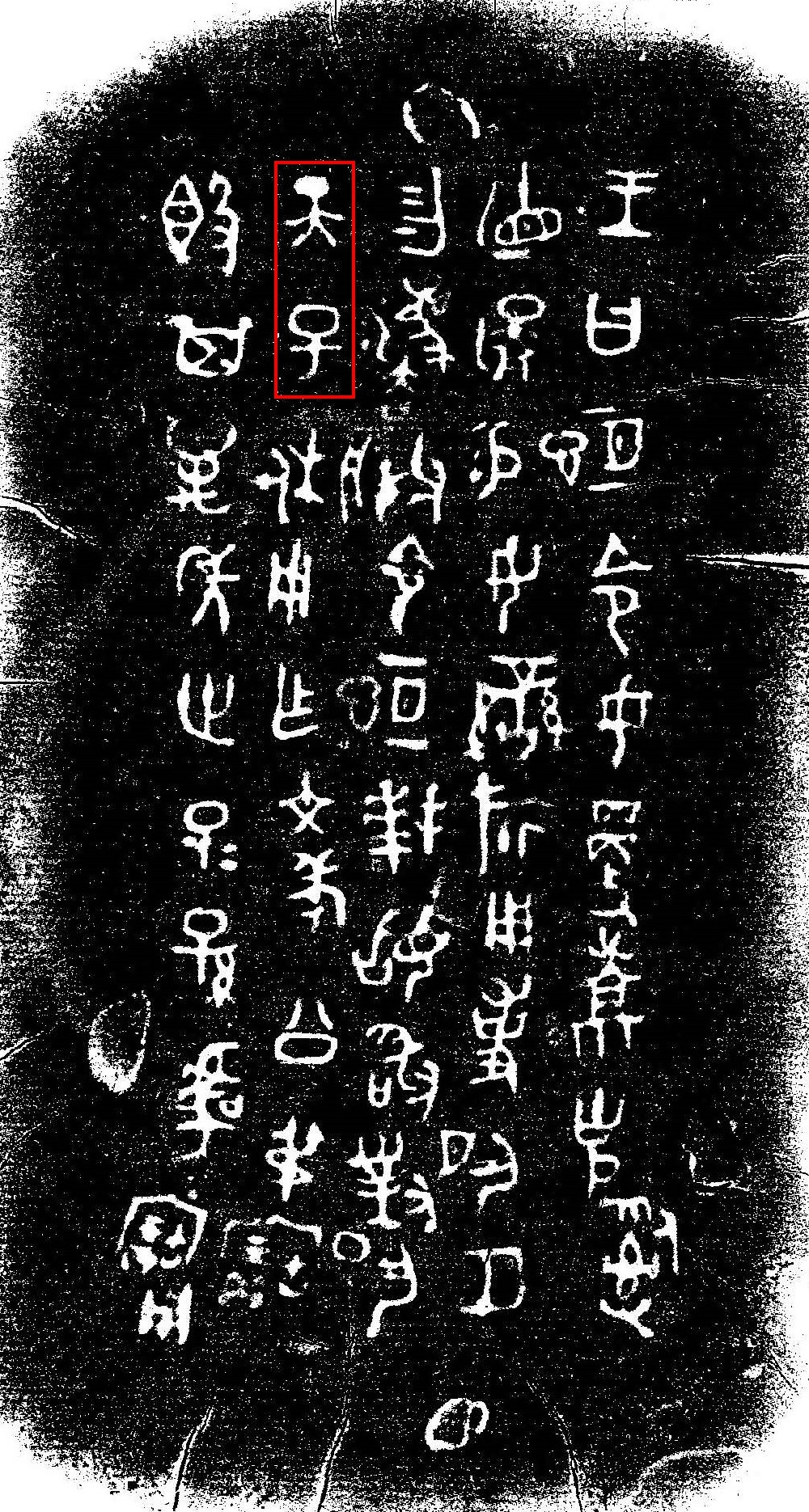
Felirat a Heng gui fedelén (恒簋葢; 恆簋蓋; Héng guǐ gài), a nyugati csou-korból. Bekeretezve a 天子 írásjelek bronz írással.

Az Ég fia vagy a menny fia (tien-ce (kínai írással: 天子; pinjin átírással: Tiānzǐ) a kínai uralkodó vallási címe volt. A csou-dinasztia uralma idején keletkezett, és az égi megbízatás politikai és spirituális tanán alapult. A Csin-dinasztia megalapítása óta a kínai uralkodók világi címe a Huang ti ("felséges uralkodó") volt.
A „menny fia” címet később más uralkodók is felvették, akik átvették a kínai kultúrát. Az Égi Birodalom (vagy "Égi dinasztia") elnevezést is használták a kínai császárra mint az ég fiára utalva.
Az Ég Fia a legfőbb uralkodó, aki a tian-hszia (jelentése: „minden az ég alatt”) felett uralkodott. Ezt az uralkodói címet csak Kínában és Japánban értelmezték szó szerint, ahol az uralkodókat félisteneknek, istenségeknek vagy „élő isteneknek” tekintették, akiket az ég istenei és istennői választottak ki.

## Történelem és elfogadás

A Menny fia Wu csou királyának és a későbbi kínai uralkodóknak a címe volt.

Az „Ég fia” cím (modern kínai: 天子; pinjin: Tiānzǐ; középkínai: tʰen t͡sɨX; ókínai (B-S): *l̥ˤin *tsəʔ) legkorábban a Csou Kang király uralkodásának idejéből származó bronzfeliratokban található meg. Ez a cím az égi megbízatás fogalmából ered, amelyet a Csou-dinasztia uralkodói azért alkottak, hogy igazolják, a Sang-dinasztia leváltását. Úgy vélték, hogy az ég (tien) visszavonta megbízatását a Sangoktól, és azt csou-nak adta, megtorlásul a Sangok korrupciójáért és rossz kormányzásért. Az ég annak adományozta a megbízatást, aki a legalkalmasabb az uralkodásra. A cím az uralkodót tette felelőssé népe jólétéért és biztonságáért azzal a fenyegetéssel, hogy megfosztja hatalmától, ha rosszul uralkodik A „menny fia” gyakran egyike volt a kínai uralkodók által felvett számos címnek. Tang Taj cung császár a „menny fia” mellett a „ menny kánja” ( Tengri kagán) címet is viselte, amelyet a keleti türk kaganátus legyőzése után vett fel. A japán uralkodók hivatalos címe a tennó (天皇, "az ég ura" vagy „mennyei császár”), amely a mennyek fiához hasonlóan a császár istenekkel, a mennyekkel való kapcsolatára utal.
A cím széles körben elterjedt Kelet-Ázsia-szerte, mivel az ősi kínai tianzi (天子) , "az ég fia" címet később a japán császár is felvette az Aszuka-korszakban. Japán diplomáciai küldöttségeket küldött Kínába, amelyet akkor a Szuj-dinasztia uralt, kulturális és kereskedelmi kapcsolatokat épített ki Kínával. A japán jamato állam a kínai konfuciánus hivatalnoki rendszer mintájára alakította ki kormányát. Egy i.sz. 607-ben a Szuj Jang-ti kínai császárnak küldött hivatalos levél így kezdődik: "a felkelő nap országának égi fiától ...a lenyugvó nap országának égi fiához"  A kínai császárságtól eltérően japánban nem volt olyan isteni megbízás, amely megbüntette volna a császárt, ha nem uralkodik igazságosan. Az Amateraszu napistennőtől származó japán császár mindenek felett áll.
A 4. és 5. századból származó sírfeliratok alapján Kogurjóban ismerték az ég fia (天帝之子) és a tian-hszia fogalmát. Korjo uralkodói a Szent Császár-Király (신성제왕, 神聖帝王) és a Menny fia címet használták, országukat a Haedong (海東; „a tengertől keletre”) tian-hszia középpontjába helyezték, amely a „Samhan”, a Koreai Három Királyság történelmi területét foglalta magában.
A címet Vietnámban is átvették, vietnámi nyelven Thiên tử (Chữ Hán írással: 天子) alakban ismert. A vietnámi császárnak isteni felhatalmazás adta az uralkodás jogát, amely nem a származásán, hanem a kormányzásra való alkalmasságán alapult. A konfuciánus ideológia és hivatalnoki rendszer átvételével Vietnámban is kialakult hódolati rendszer a császár felé, amelyet szintén a sinocentrikus rendszer mintájára alakítottak ki.

## Fordítás
- Ez a szócikk részben vagy egészben  a   Son of Heaven című angol Wikipédia-szócikk ezen változatának fordításán alapul.  Az eredeti cikk szerkesztőit annak laptörténete sorolja fel. Ez a jelzés csupán a megfogalmazás eredetét és a szerzői jogokat jelzi, nem szolgál a cikkben szereplő információk forrásmegjelöléseként.